# 飯坂村
飯坂村（いいざかむら）は福島県伊達郡にあった村。現在の川俣町飯坂にあたる。

## 地理
- 河川：広瀬川

## 歴史
- 1889年（明治22年）4月1日 - 町村制の施行により飯坂村が単独で自治体を形成。
- 1955年（昭和30年）3月1日 - 伊達郡川俣町・小綱木村・大綱木村・富田村・福田村・小島村および安達郡山木屋村と合併し、改めて伊達郡川俣町が発足。同日飯坂村廃止。